# Jimmie Angel
Jimmie Angel (* 1. August 1899 in Springfield, Missouri, USA; † 8. Dezember 1956 in Panama-Stadt, Panama; geb. als James Crawford Angel Marshall) war ein in Südamerika bekannter US-amerikanischer Buschpilot, nach dem die Angel-Wasserfälle (Salto Ángel) in Venezuela benannt sind.

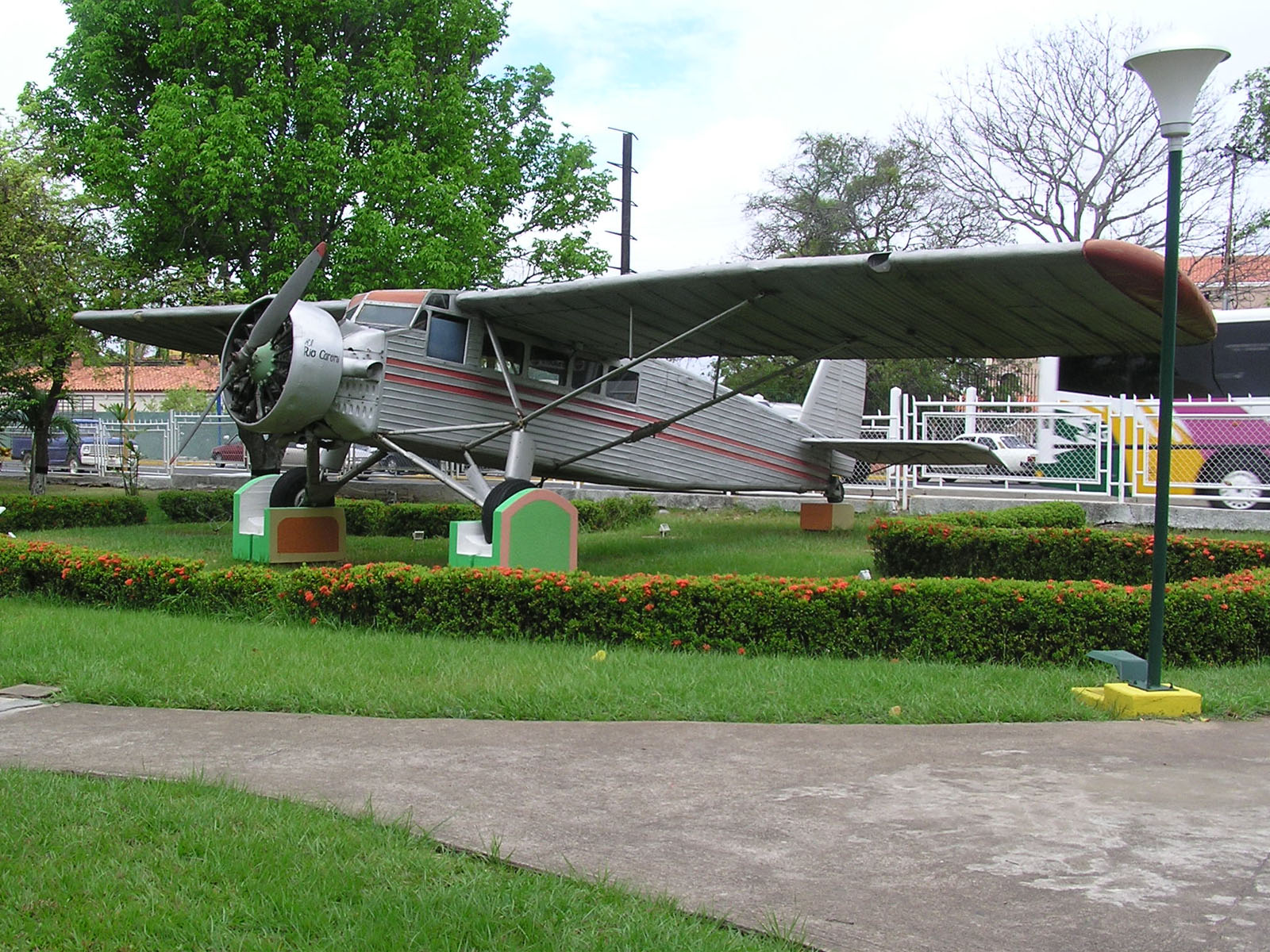
Angels Flugzeug: „El Rio Caroni“, Typ: Ryan Flamingo

## Entdeckung des Salto Ángel
Jimmie Angel ist der Wiederentdecker des höchsten Wasserfalles der Welt, des Salto Ángel in Venezuela. Erstentdecker war Ernesto Sánchez La Cruz im Jahre 1910. Bis zur Wiederentdeckung durch Jimmie Angel am 16. November 1933, als er nach Gold und goldführenden Flusstälern suchte, blieb der Wasserfall jedoch nahezu unbekannt.
Der Wasserfall fällt vom Tafelberg Auyan-Tepui in der abgelegenen Hochfläche Gran Sabana. Am 9. Oktober 1937 kehrte er hierher mit seinem Flugzeug zurück, um zu landen. An Bord seiner „Flamingo“ waren an diesem Tag auch seine zweite Frau Marie (als Navigator) sowie Gustavo Heny und dessen Gärtner Miguel Delgado.

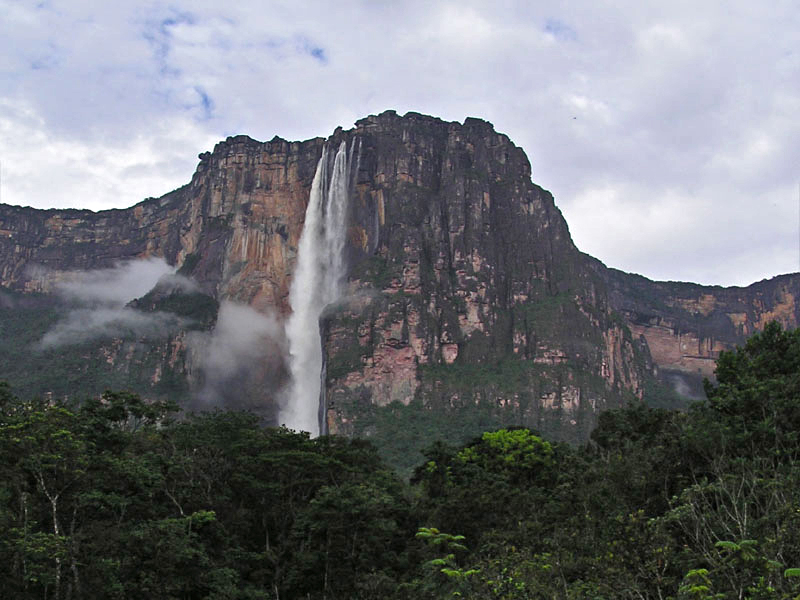
Angel-Fall

Bei der Bruchlandung gruben sich die Räder des Fahrwerks am Ende der Ausrollstrecke tief in den Schlamm, wobei die Treibstoffleitung beschädigt wurde. Die Insassen blieben unverletzt, mussten aber ohne entsprechende Ausrüstung, mit sehr wenig Proviant und ohne Karten (die Gegend war noch nicht kartografiert) einen elf Tage dauernden Abstieg vom Auyan-Tepui bewältigen, bis sie die nächste Siedlung Kamarata erreichten.

## Jimmie Angels Flugzeug
Das Flugzeug blieb bis 1970 an seinem Landeplatz auf dem Tafelberg. Dann wurde es auseinandergebaut und die Einzelteile von venezolanischen Militärhubschraubern nach unten geflogen.
Die demontierten Teile seines Flugzeuges wurden zuerst in den 1970er-Jahren auf einer Luftfahrtmesse in Nordvenezuela ausgestellt, wo auch entschieden wurde, dass der Wiederzusammenbau zu aufwendig sei; insbesondere fehlten auch einige Teile des Flugzeuges, das über 30 Jahre unbewacht im Freien auf dem Bergplateau gestanden hatte.
Ende der 1990er Jahre gab es Pläne, das Flugzeug durch ein Modell zu ersetzen, so dass das Originalflugzeug im Flugzeug-Museum von Maracay ausgestellt werden konnte.
Heute ist sein Flugzeug „El Rio Caroní“ vor dem Flughafenterminal von Ciudad Bolívar zu besichtigen. Vom Ciudad Bolívar Airport (ICAO-Code: SVCB; IATA-Flughafencode: CBL) starten die meisten Flüge zur Besichtigung der Wasserfälle.

## Tod
Jimmie Angel starb 1956 in Panama an den Folgen der Verletzungen nach einem Flugunfall. In Erfüllung seines letzten Wunsches kehrten seine Witwe und seine beiden Söhne nach vier Jahren (Juli 1960) an den Wasserfall zurück, um dort seine Asche aus dem Flugzeug zu streuen.